# Girolamo da Treviso
Girolamo da Treviso, ou Girolamo di Tommaso da Treviso le Jeune ou Girolamo Trevigi ou Girolamo da Trevigni (Trévise, 1498 - Boulogne-sur-Mer, 10 septembre 1544) est un peintre, sculpteur et architecte de la haute Renaissance, classé dans l'école de Bologne.

## Biographie
Girolamo da Treviso pourrait avoir été un élève de Pier Maria Pennacchi. Stylistiquement, il est associé à Giorgione, et, pendant son travail à Bologne dans les années 1520, à l'influence de la Sainte Cécile de Raphaël.
Outre son travail à Bologne, comme la décoration sculpturale du portail de San Petronio et de peintures de grisaille à l'intérieur, il a également été actif à Gênes, Faenza, Trente et au Palais du Te de Mantoue.
Il a aussi inspiré plusieurs gravures sur bois de Francesco Denanto.
Peintre mais aussi architecte et ingénieur militaire pour le roi Henri VIII d'Angleterre,, il fut tué par le tir d'un canon pendant le siège du Boulogne-sur-Mer en 1544.

## Œuvres
- Ange musicien, plume et encre brune, lavis, rehauts de blanc - 24,1 cm × 19,4 cm, Genève, collection Jean Bonna
- Agar et l'ange, huile sur toile, 55,2 × 73 cm, Musée des beaux-arts, Rouen
- Isaac bénissant Jacob, c.1520, huile sur toile, 55,5 × 73 cm, Musée des beaux-arts de Rouen
- Deux enfants et une femme tenant un vase, dessin
- Vénus endormie, Galerie Borghèse, Rome

- Dessins au département des Arts graphiques du musée du Louvre :
  - L'Adoration des bergers
  - La Crucifixion de saint Pierre (précédemment attribué à Polidoro da Caravaggio)
  - Serviteurs apportant des mets à des personnages attablés

On lui avait d'abord attribué la paternité du tableau L'Adoration des Mages de Taggia, jusqu’à ce que l'historien de l'art Roberto Longhi l'attribue enfin à Parmigianino.
Comme pour Le Mariage mystique de sainte Catherine en fait de Nicolò dell'Abbate.

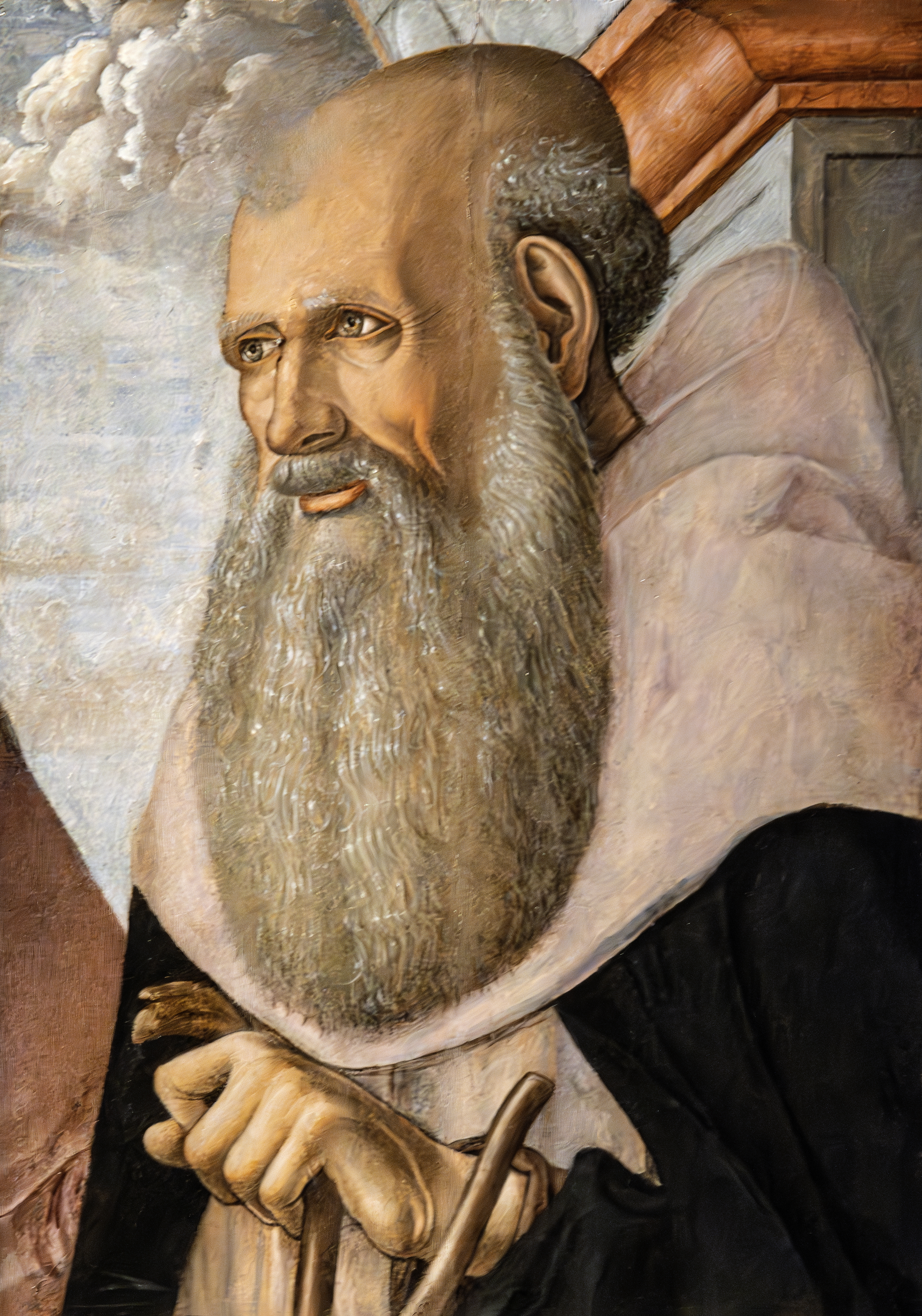
Antoine le Grand Complexe de Santa Catereina Trévise.
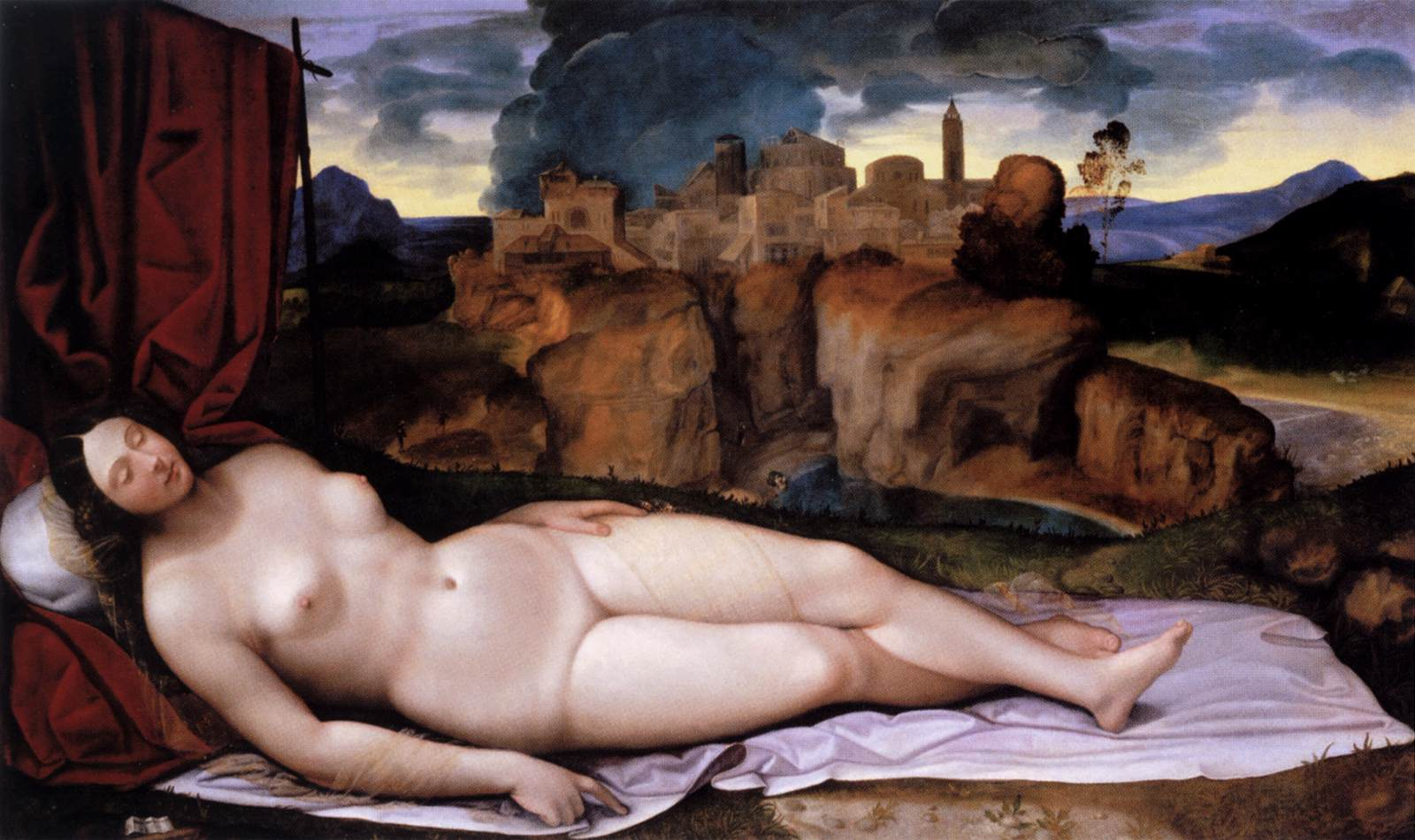
Vénus endormie, Galerie Borghèse.